# Домброва (гміна, Опольський повіт)
Гміна Домброва (пол. Gmina Dąbrowa) — сільська гміна у південно-західній Польщі. Належить до Опольського повіту Опольського воєводства.
Станом на 31 грудня 2011 у гміні проживало 9509 осіб. 1 січня 2017 року з гміни вилучено місцевості Славіце, Вжоскі,а також частину місцевості Карчув та включено їх до складу міста Ополе. Населення гміни зменшилося на 1442 особи, а площа на 16,72 km2.

## Площа
Згідно з даними за 2007 рік площа гміни становила 130.84 км², у тому числі:
- орні землі: 68.00%
- ліси: 22.00%

Таким чином, площа гміни становить 8.25% площі повіту.

## Населення
Станом на 31 грудня 2011:
| Опис     | Загалом | Загалом | Чоловіки | Чоловіки | Жінки | Жінки |
| -------- | ------- | ------- | -------- | -------- | ----- | ----- |
| одиниця  | осіб    | %       | осіб     | %        | осіб  | %     |
| все      | 9509    | 100     | 4652     | 48.92    | 4857  | 51.08 |
| міське   | 0       | 100     | 0        |          | 0     |       |
| сільське | 9509    | 100     | 4652     | 48.92    | 4857  | 51.08 |

## Сусідні гміни
Гміна Домброва межує з такими гмінами: Добжень-Велькі, Компрахцице, Левін-Бжеський, Немодлін, Попелюв, Туловіце.